# Meteugoa japonica
Meteugoa japonica är en fjärilsart som beskrevs av Embrik Strand 1917. Meteugoa japonica ingår i släktet Meteugoa och familjen björnspinnare. Inga underarter finns listade i Catalogue of Life.